# Alfred Bird
Pour les articles homonymes, voir Bird.
Alfred Bird est l'inventeur de la Bird's Custard qui est « l’ingrédient-clé » pour épaissir une crème dans la cuisine traditionnelle anglaise.
En 1835, il met au point un type de levure chimique par adjonction de crème de tartre au bicarbonate de sodium.
En 1837, Alfred Bird expérimenta une nouvelle recette de custard pour sa femme Elisabeth allergique aux œufs et à la levure chimique. Servie accidentellement aux invités, la Bird's Custard allait connaître une utilisation plus large. Peu de temps après, Alfred Bird fonda Alfred Bird et Sons Ltd, entreprise qui allait devenir la marque de la célèbre custard cream. 
La marque n'est pas déposée à l'INPI. 

## Biographie
Alfred Bird (1811-1878) est mort le 15 décembre 1878. Il a été enterré à Key Hill Cemetery, à Birmingham. Il a été rendu célèbre grâce à sa recette de custard. Alfred Bird était connu comme pharmacien à Birmingham en 1842. Il était un chimiste qualifié et un apothicaire. Il a ensuite ouvert une pharmacie expérimentale dans Bull Street. Sa première grande invention fut la recette de custard sans œuf en 1837. Son fils, Alfred Frederick Bird, a poursuivi le travail après la mort de son père. Ainsi, Bird junior a inventé la poudre de substitut d'œuf en 1890. "La Custard Factory" Digbeth à Birmingham, est maintenant un centre culturel. 